# Neotrichus
Neotrichus es un género de coleóptero de la familia Zopheridae.

## Especies
Las especies de este género son:
- Neotrichus acanthacollis Carter & Zeck, 1937
- Neotrichus afoveicollis Pal, 2003
- Neotrichus cheops Hinton, 1941
- Neotrichus foveatus Pope, 1955
- Neotrichus hispidus Sharp, 1886a
- Neotrichus lanyuensis Sasaji, 1986
- Neotrichus nevermanni Hinton, 1936
- Neotrichus serraticollis Sasaji, 1986